# 1782

## Esdeveniments
Països Catalans
- 5 de febrer - Menorca: l'exèrcit franco-espanyol ocupa el castell de sant Felip de Menorca després del Setge de Sant Felip en el context de la guerra d'Independència dels Estats Units.
- 28 de setembre, Cinctorres, País Valencià: Es consagra l'Església de Sant Pere Apòstol de Cinctorres.
- El Bisbat d'Eivissa se segrega de l'arquebisbat de Tarragona.
- Finalitza la segona ocupació anglesa de Menorca

Resta del món
- Carnestoltes:

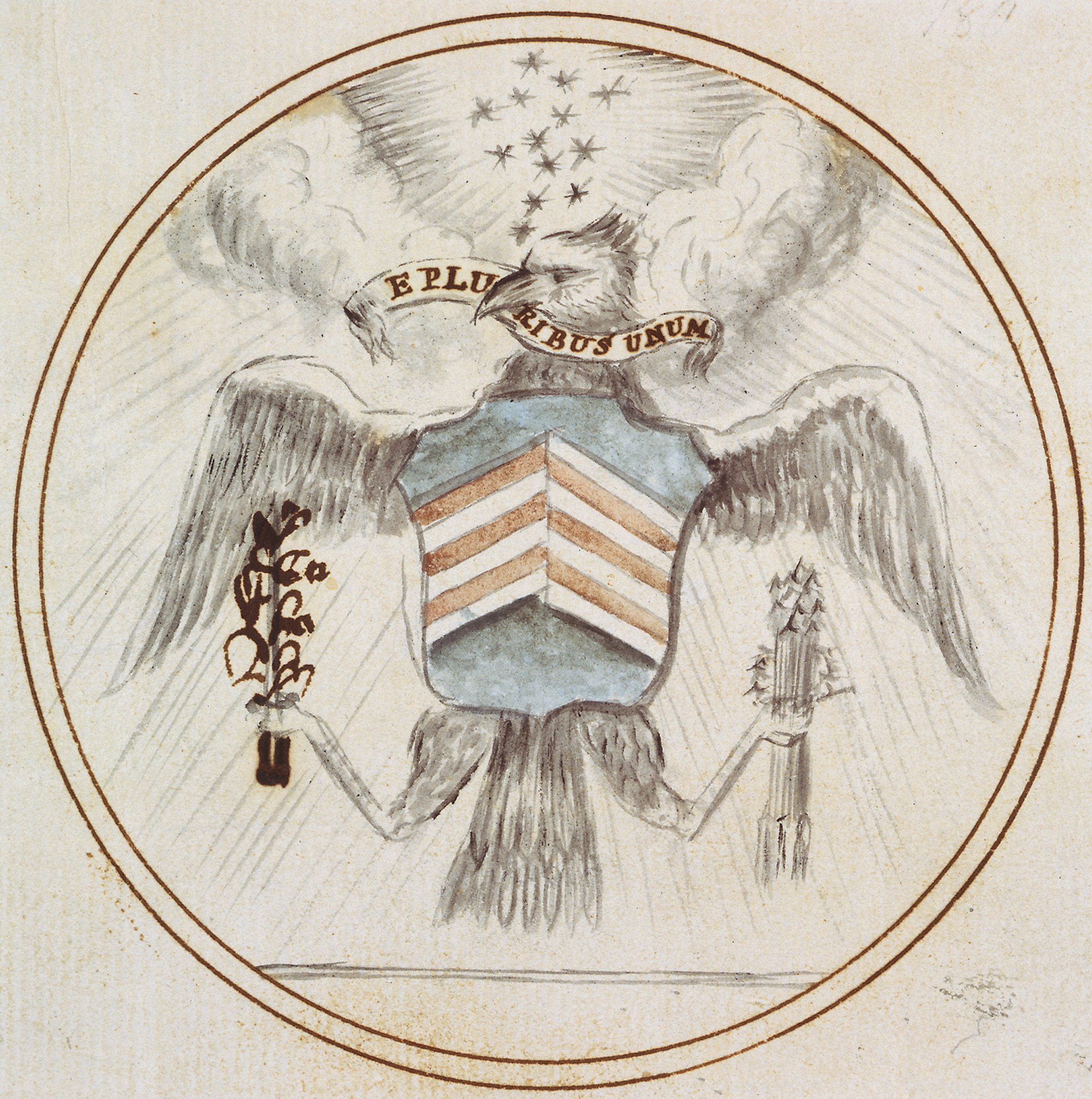
Disseny original del Gran Segell dels Estats Units.

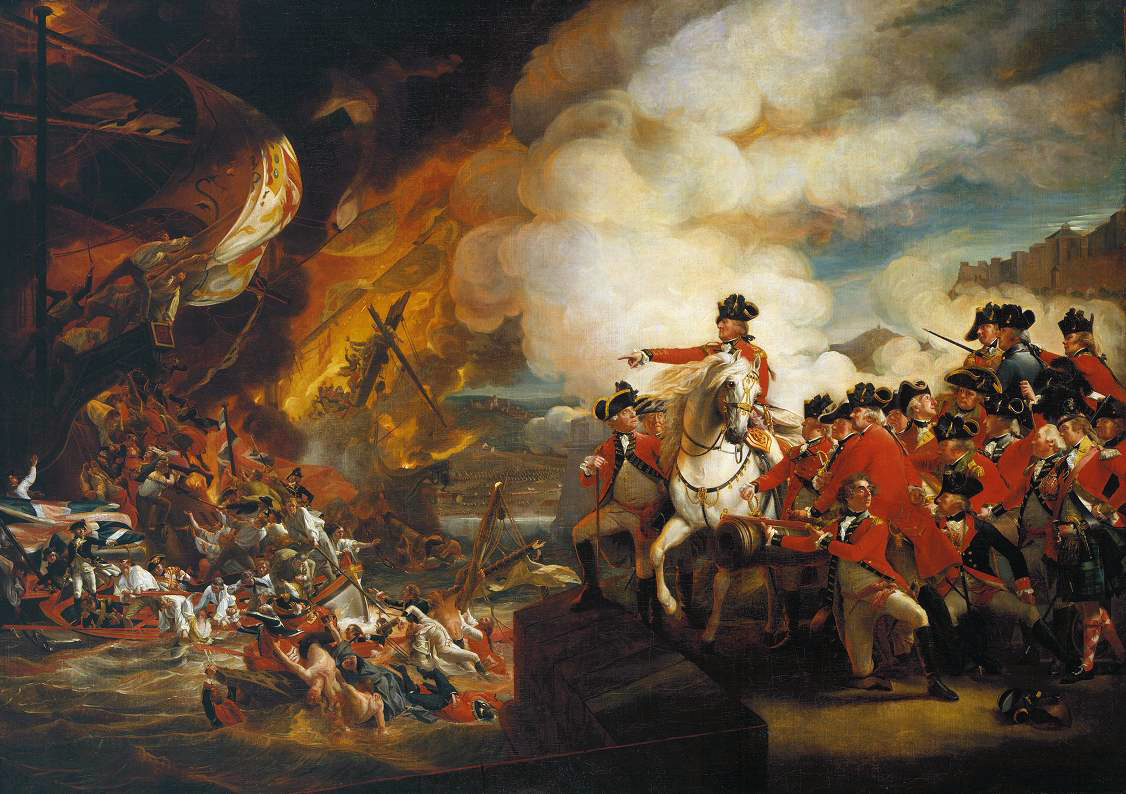
«The Siege and Relief of Gibraltar, 13 September 1782» de John Singleton Copley (c. 1783)

  - Milà, República Transpadana: S'estrena a La Scala de Milà La Circe, òpera en tres actes composta per Domenico Cimarosa sobre un llibret italià de Domenico Perelli.
  - Venècia, República de Venècia: S'estrenà al Teatro San Samuele el Il convito òpera en dos actes de Domenico Cimarosa sobre un llibret italià de Filippo Livigni.
  - Roma, Estats pontificis: S'estrena al Teatro Valle L'amor costante, òpera en dos actes composta per Domenico Cimarosa sobre un llibret italià d'Alessandro Piccolomini.
- Abril: Pierre Méchain descobreix el cúmul globular de Messier 107.
- 17 de maig: Es signa el Tractat de Salbai que finalitza de iure la Guerra Anglo-Maratha entre la Companyia Britànica de les Índies Orientals i l'Imperi Maratha.
- 20 de juny: El Congrés dels Estats Units aprova el Gran Segell dels Estats Units
- 2 de juliol: Carles III d'Espanya crea el Banco de San Carlos.
- 13 d'agost, Teatro San Carlo de Nàpols, Regne de Nàpols: Domenico Cimarosa estrena L'eroe cinese (Cimarosa), òpera en tres actes sobre un llibret italià de Pietro Metastasio.
- 26 de setembre, Sant Petersburg, Imperi Rus: S'estrena al Teatre de l'Ermitage Il barbiere di Siviglia, òpera en quatre actes de Giovanni Paisiello, amb llibret de Giuseppe Petrosellini.
- 6 d'octubre, Nàpols, Regne de Nàpols: S'estrena al Teatro dei Fiorentini La ballerina amante, òpera en tres actes composta per Domenico Cimarosa sobre un llibret italià de Giuseppe Palomba.
- Finalitza la construcció de la Catedral de Màlaga.
- Antonio Caballero y Góngora esdevé virrei de Nova Espanya.
- Messier 48 és redescobert independentment per Johann Elert Bode.
- Chiavenna: S'estrenà Il morbo campano, òpera composta per Domenico Cimarosa sobre un llibret de Pettignone.
- Mozart compon la seva Simfonia núm. 35.
- Continua el setge espanyol a Gibraltar.
- Johann Rüdiger publica un estudi en el que demostra amb metodologia científica i de filologia comparada, que la llengua dels gitanos, el romaní, és una llengua asiàtica del grup indoari.
- Hammuda Paixà, esdevé bey de Tunísia succeint a Ali II ibn Husayn mort aquell mateix any.

## Naixements
Països Catalans
- 8 de febrer, Guadassuar: Juan Cuevas Perales, compositor valencià del Romanticisme i mestre de capella de la catedral de València.
- Balaguer: Joan Larreu, més conegut com a Juan Larrea, polític argentí d'origen català.
- Barcelona:
  - Antoni Solà, escultor català.
  - Antoni Brusi i Mirabent, impressor i llibreter català.
  - Antoni Sadó i Croixent, matemàtic i enginyer mecànic barceloní.

Resta del món

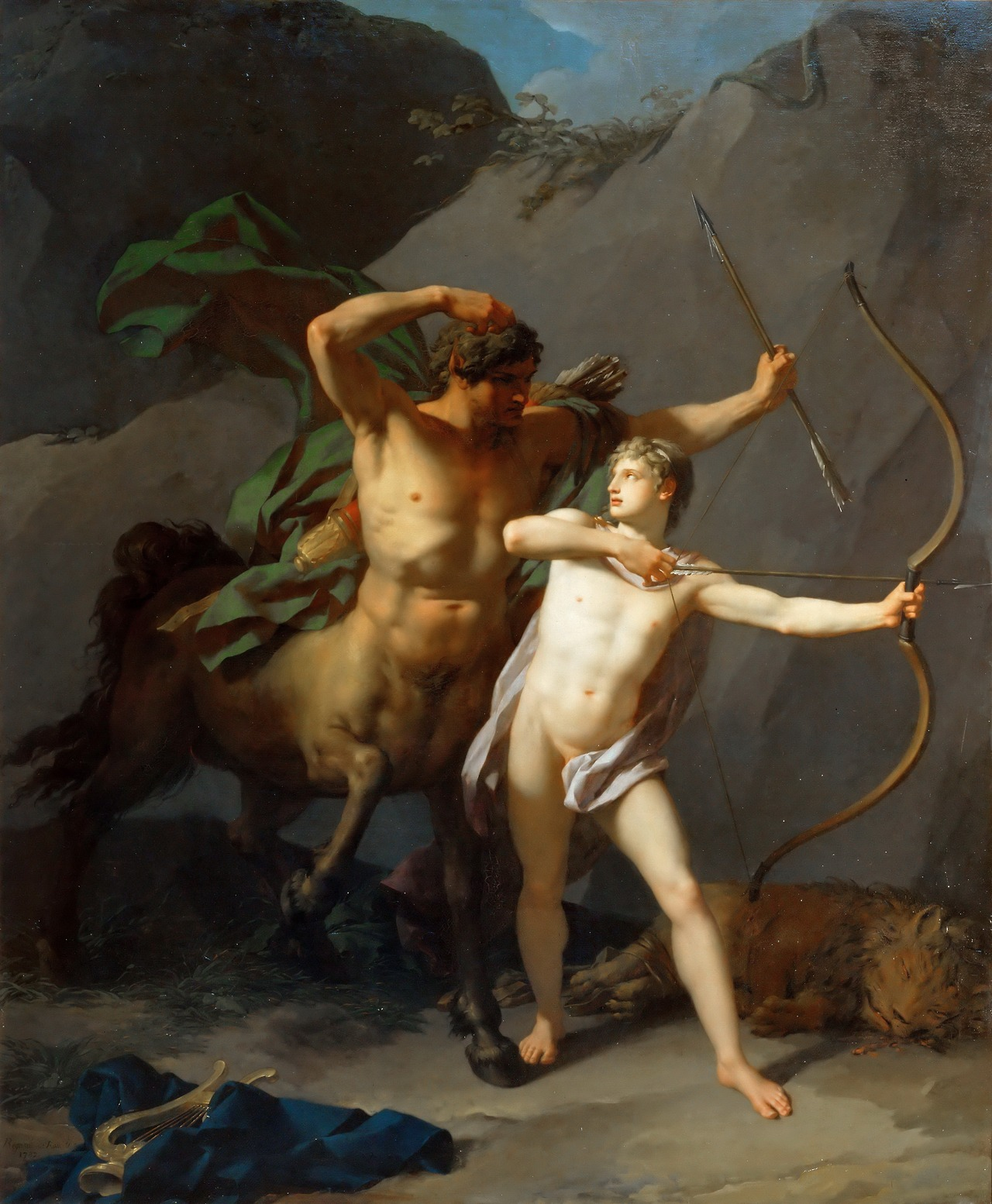
«L'Éducation d'Achille par le centaure Chiron» (L'educació d'Aquil·les pel centaure Quiró); oli sobre tela de Jean-Baptiste Regnault, 1782.

- 29 de gener, Caen, Normandia: Daniel-François Esprit Auber, compositor francès, autor d'una setantena d'obres per a l'escena, òperes, ballets i música religiosa.
- 18 de març, Abbeville, Carolina del Sud (EUA): John C. Calhoun, polític estatunidenc, vicepresident dels Estats Units entre 1825 i 1832 (m. 1850).[1]
- 19 de juny, Saint-Malo: Hugues Felicité Robert de Lamennais, sacerdot i filòsof francès.[1]
- 5 de juliol, Senigallia: Rosa Morandi, soprano italiana de renom (m. 1824).[2]
- Juliol, Dublín: John Field, compositor i pianista irlandès, conegut per ser el creador dels "nocturns".
- 10 d'agost Vicente Ramón Guerrero Saldaña, segon president de Mèxic i un dels generals insurgents de la Guerra d'independència de Mèxic.
- 16 de setembre, Ciutat Prohibida, Pequín (Xina): Daoguang, 8è emperador de la dinastia Qing (m. 1850).[3]
- 27 d'octubre, Gènova: Niccolò Paganini, violinista, violista i guitarrista compositor romàntic italià. Es considera un dels més grans violinistes de la història.[4]
- 11 d'octubre, Vium, prop de Viborg (Dinamarca): Steen Steensen Blicher, escriptor i poeta danès del Romanticisme.
- 5 de desembre: Kinderhook, Estat de Nova York: Martin Van Buren, vuitè President dels Estats Units d'Amèrica (1837 - 1841).[5]
- Pōmare II, monarca del Regne de Tahití (1791 - 1821).
- Florència, Gran Ducat de Toscana: Joan d'Àustria, Arxiduc d'Àustria, príncep d'Hongria, de Bohèmia i de Toscana. Inicià la branca dels comtes de Meran de la Casa dels Habsburg.
- Barcelona (Veneçuela): Diego Bautista de Urbaneja, polític veneçolà.
- La Granja de San Ildefonso, Espanya: Maria Lluïsa d'Espanya, Infanta d'Espanya, esdevingué per matrimoni reina consort d'Etrúria i regent (1801 - 1807) i duquessa sobirana de Lucca (1814 - 1824).
- Oberweissbach, Turíngia: Friedrich Wilhelm August Fröbel, pedagog alemany.
- Caserta, Regne de Nàpols: Maria Amèlia de Borbó-Dues Sicílies, Princesa del Regne de les Dues Sicílies que es convertí en duquessa d'Orleans i després reina de França en casar-se amb el rei Lluís Felip I de França.
- Ajaccio, Còrsega: Carolina Bonaparte, germana petita de Napoleó Bonaparte i muller del mariscal de França Joachim Murat.
- William Miller, predicador laic baptista, estudiós de la història i la profecia bíblica; fundador del moviment adventista.
- Toscana: Giovanni Battista Niccolini, poeta i dramaturg de l'època del Risorgimento.

## Defuncions
Països Catalans

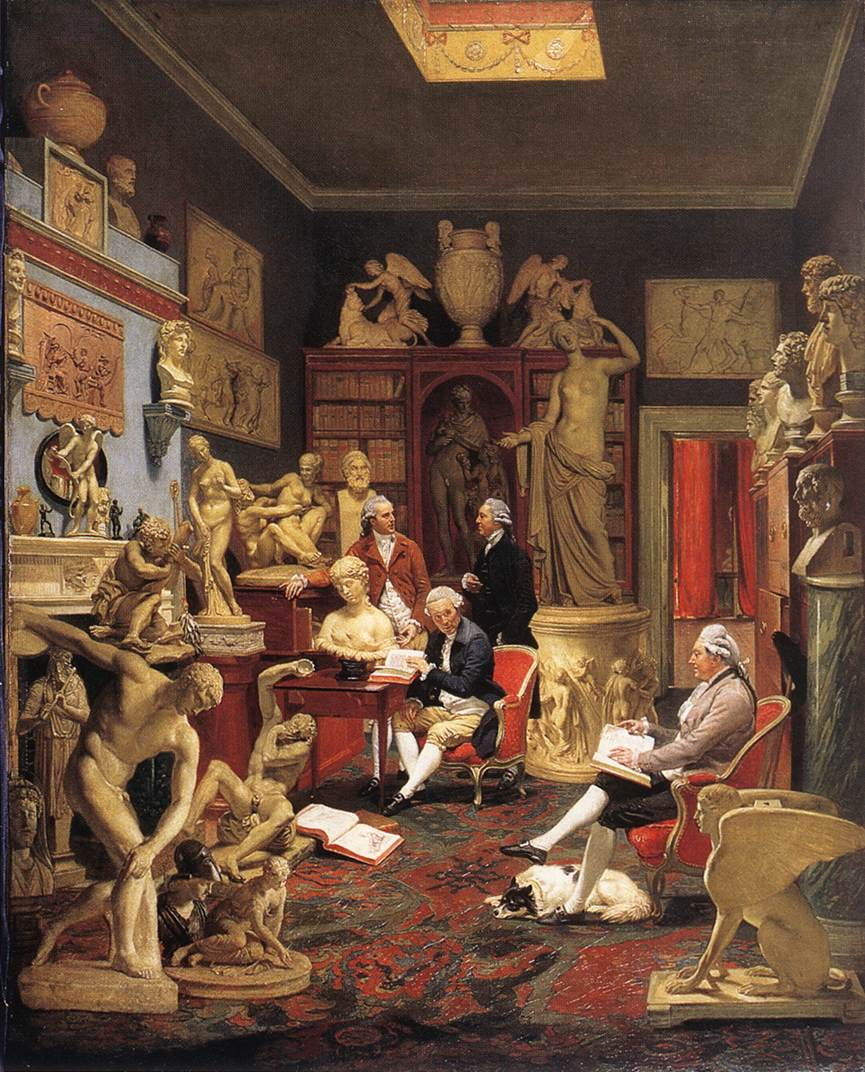
«Charles Towneley al seu gabinet d'escultura»; oli sobre tela de Johann Zoffany, 1782

- Barcelona: Manuel d'Amat i de Junyent conegut com el Virrei Amat, militar al servei de la Corona espanyola, Virrei de Xile (1755-1761) i el Perú (1761 - 1776).

Resta del món
- 1 de gener, Londres: Johann Christian Bach, compositor alemany del període clàssic, onzè i darrer fill de Johann Sebastian Bach.
- 17 de març, Basilea: Daniel Bernoulli, matemàtic neerlandès de naixement que va passar la major part de la seua vida a Basilea, Suïssa. Va treballar amb Leonhard Euler en les equacions que porten els seus noms. El Principi de Bernoulli és una de les bases de l'aerodinàmica.
- 12 d'abril Pietro Metastasio, escriptor i poeta italià conegut pel gran nombre de llibrets operístics que va escriure.
- 6 de maig, Berlínː Christine Kirch, astrònoma alemanya (n. ca. 1696).[6]
- 22 de maig, Hannover: Frederica de Hessen-Darmstadt, duquessa de Mecklenburg-Strelitz, filla gran del príncep Jordi Guillem de Hessen-Darmstadt i de Lluïsa Albertina de Leiningen-Dagsburg-Falkenburg.
- 26 de maig: Ali II ibn Husayn, bey de la dinastia husaynita de Tunísia.
- 13 de juny, Glarus, Suïssa: Anna Göldi, minyona suïssa, executada per bruixeria, exonerada al segle XXI (n. 1734).[7]
- 21 de juny, Darmstadt: Jordi Guillem de Hessen-Darmstadt, príncep de Hessen-Darmstadt i un dels avantpassats de moltes de les cases reials europees.
- 1 de juliol - Londres (Anglaterra): Charles Watson-Wentworth, segon marquès de Rockingham, estadista britànic whig (n. 1730).[8]
- 25 d'agost - Viena: Marianna Auenbrugger, pianista i compositora austríaca (n.1759).[9]
- 16 de setembre - Àndria, Regne de Nàpols: Farinelli, cantant d'òpera italià (n. 1705).[10]
- 6 d'octubre, Adoni: Basalat Jang, jagirdar de Chicacole i Murtazanaghar i subadar d'Adoni i Raichur.
- 21 de novembre, París: Jacques Vaucanson, enginyer francès a qui s'acredita la creació del primer robot així com la creació del primer teler automatitzat.
- Bolonya: Sebastian Mendiburu, missioner jesuïta i escriptor guipuscoà en èuscar per la seva eloqüència fou conegut com a "Euskal Zizeron" (el Ciceró basc).
- Abd-al-Hayy ibn Abd-ar-Razzaq, funcionari i poeta indi musulmà.
- Bonn: Gilles van den Eeden, músic i organista.[11]